# U15 Group of Canadian Research Universities
Die U15 Group of Canadian Research Universities,  auch U15 genannt, ist ein Zusammenschluss von 15 kanadischen forschungsintensiven Universitäten mit Sitz in Ottawa. Laut Eigenaussage verfügen die U15 jährlich über 5,3 Milliarden kanadische Dollar Forschungseinkommen, führen 87 Prozent der kanadischen Auftragsforschung durch und erhalten 80 Prozent der in Kanada vergebenen kompetitiven Mittel. 47 Prozent aller in Kanada eingeschriebenen Studierenden und 71 Prozent der in Kanada eingeschriebenen Vollzeit-Doktoranden sind an einer U15-Universität. Vorsitzender war ab August 2014 Feridun Hamdullahpur (Präsident und Vizekanzler der University of Waterloo), ab 2017 ist Gilles G. Patry Direktor der U15.

## Geschichte
Die U15 Group of Canadian Research Universities ist über mehrere Jahrzehnte zu ihrer derzeitigen Größe gewachsen.
Mitte der 1980er Jahre gab es eine erste Zusammenkunft des Kerns bestehend aus der McMaster University, Queen’s University, University of Toronto, University of Waterloo und University of Western Ontario. Fokus der Kollaboration lag auf Lobbyarbeit für Forschungsinvestitionen gegenüber der neugewählten Regierung.
1989 formiert sich die Group of Ten/Le Group de Dix, bestehend aus den Universitäten: McMaster University, Queen’s University, University of Toronto, University of Waterloo, University of Western Ontario, University of British Columbia, University of Alberta, McGill University, Université de Montréal und Université Laval. Zu diesem Zeitpunkt teilen die genannten Universitäten Forschungsdaten aus und griffen einen Großteil des Federal Research Fundings ab. Absicht der Vereinigung ist es, ein kanadisches Äquivalent zu den AAU zu bilden. 2006 wird die Gruppe um drei Mitglieder erweitert (Dalhousie University, University of Calgary, University of Ottawa) und wird dadurch zur Group of Thirteen, auch G13 genannt.
Im Jahr 2011 wird der Zusammenschluss durch die Neuaufnahme der Universitäten University of Manitoba und University of Saskatchewan zu einer pankanadischen Formation, die sich von diesem Zeitpunkt an als U15 tituliert. Laut dem 2012 gegründeten Direktorat, als dessen erste Geschäftsführerin Suzanne Corbeil gewählt wurde, besteht nicht die Absicht, weitere Universitäten in den Verbund aufzunehmen bzw. die Zusammensetzung der Gruppe zu verändern.

## Mitglieder
| Universität                    | Ort       | Gründungsdatum | Studierende | Wiss. Mitarbeiter |
| ------------------------------ | --------- | -------------- | ----------- | ----------------- |
| University of Alberta          | Edmonton  | 1908           | 36435       | 3353              |
| University of British Columbia | Vancouver | 1908           | 47711       | 3167              |
| University of Calgary          | Calgary   | 1966           | 28196       | 5363              |
| Dalhousie University           | Halifax   | 1818           | 15197       | 1143              |
| Université Laval               | Québec    | 1663           | 37591       | 1900              |
| University of Manitoba         | Winnipeg  | 1877           | 29150       |                   |
| McGill University              | Montréal  | 1821           | 31081       | 5947              |
| McMaster University            | Hamilton  | 1887           | 24436       | 1173              |
| Université de Montréal         | Montréal  | 1878           | 55540       | 6607              |
| Universität Ottawa             | Ottawa    | 1848           | 34383       | 3048              |
| Queen’s University             | Kingston  | 1841           | 16400       | 1031              |
| University of Saskatchewan     | Saskatoon | 1907           | 20080       |                   |
| University of Toronto          | Toronto   | 1827           | 73185       | 2551              |
| University of Waterloo         | Waterloo  | 1957           | 26742       | 963               |
| University of Western Ontario  | London    | 1878           | 33000       | 1249              |

## Belege
1. ↑  Website der U15: Our Impact
2. ↑  Website der U15: What we are saying
3. ↑  Gilles G. Patry. In: U15 > About Us > Directorate Staff. U15, abgerufen am 5. September 2021 (englisch).
4. ↑  Website der U15: History and Milestones
5. ↑  Website der U15: History and Milestones
6. ↑  Website der U15: History and Milestones
7. ↑  Website der U15: History and Milestones
8. ↑  universityaffairs.ca: Suzanne Corbeil appointed to U15 group of universities (Memento des Originals vom 26. Mai 2013 im Internet Archive)  Info: Der Archivlink wurde automatisch eingesetzt und noch nicht geprüft. Bitte prüfe Original- und Archivlink gemäß Anleitung und entferne dann diesen Hinweis.
9. ↑  universityaffairs.ca: U15 begins for formalizie its organization (Memento des Originals vom 29. November 2014 im Internet Archive)  Info: Der Archivlink wurde automatisch eingesetzt und noch nicht geprüft. Bitte prüfe Original- und Archivlink gemäß Anleitung und entferne dann diesen Hinweis.